# Lethocolea naruto-toganensis
Lethocolea naruto-toganensis là một loài rêu trong họ Acrobolbaceae. Loài này được Furuki mô tả khoa học đầu tiên năm 2001.